# Macul
Macul es una comuna de Chile, ubicada en el sector suroriente de Santiago, limitando al norte con la comuna de Ñuñoa, al poniente con San Joaquín, al oriente con Peñalolén y al sur con La Florida. Integra junto con las comunas de La Granja, Santiago, Providencia, Ñuñoa y San Joaquín el Distrito Electoral N° 10 y pertenece a la Circunscripción Senatorial 7.ª de la Región Metropolitana de Santiago.
Se trata de una comuna fundamentalmente residencial e industrial dentro de la que hay una gran variedad de estratos socioeconómicos. Es la octava comuna con mejor calidad de vida urbana, de acuerdo al índice homónimo desarrollado por la Cámara Chilena de la Construcción y la Universidad Católica. De acuerdo a ese mismo estudio, fue una de las pocas comunas de la Región Metropolitana que mejoró su calidad de vida en los últimos años.

## Toponimia
Existen al menos dos teorías sobre el topónimo Macul. Una de ellas, indica que viene del mapudungun mancuùln, que significa "dar a otro la mano derecha, forma de juramento". Mientras, que la otra versión sostiene que deriva del río Macul de Ecuador, debido a que la zona estuvo habitada previa a la llegada de los españoles por mitimaes Incas.

## Historia

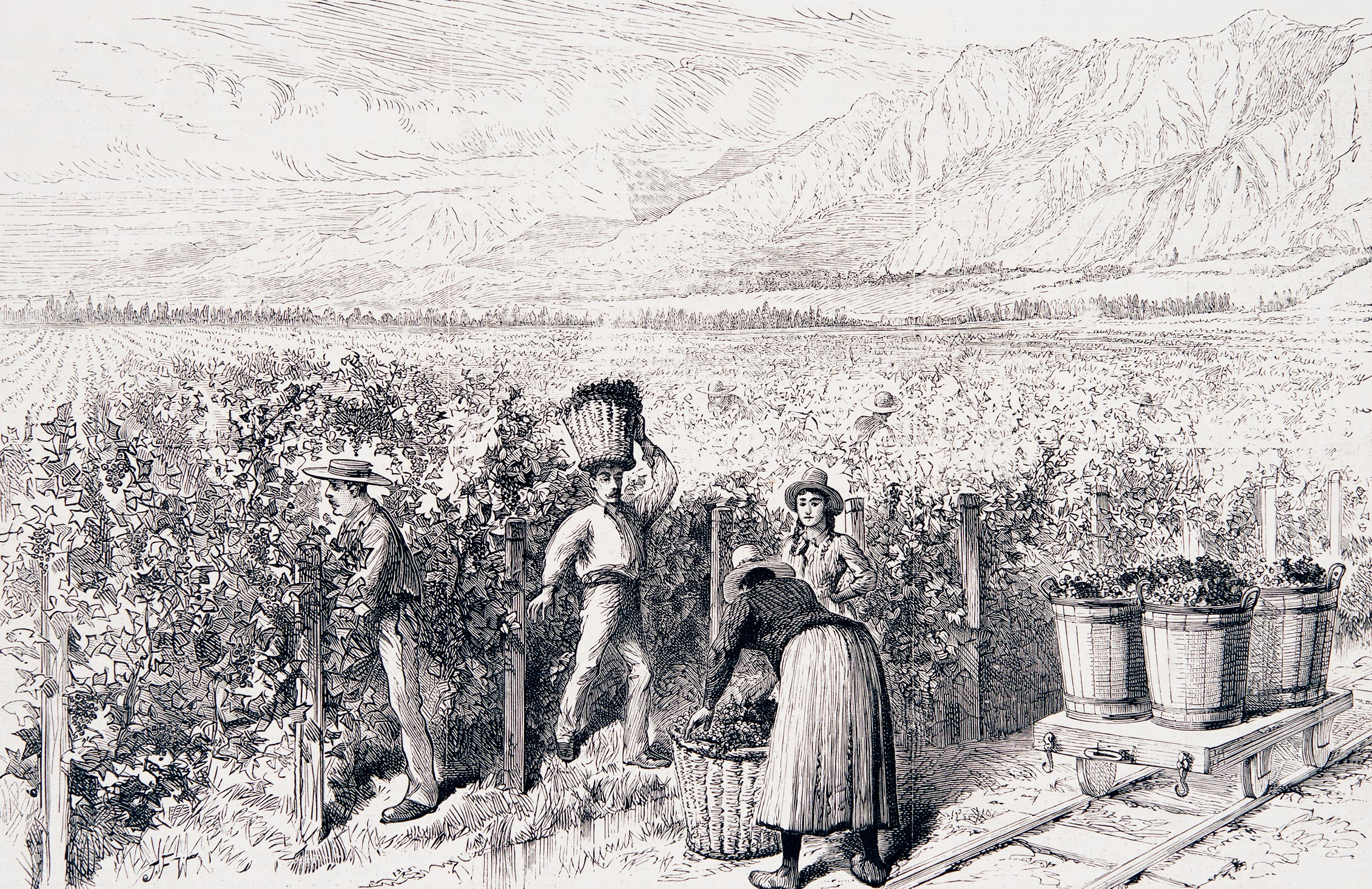
Los viñedos de Macul (1890).

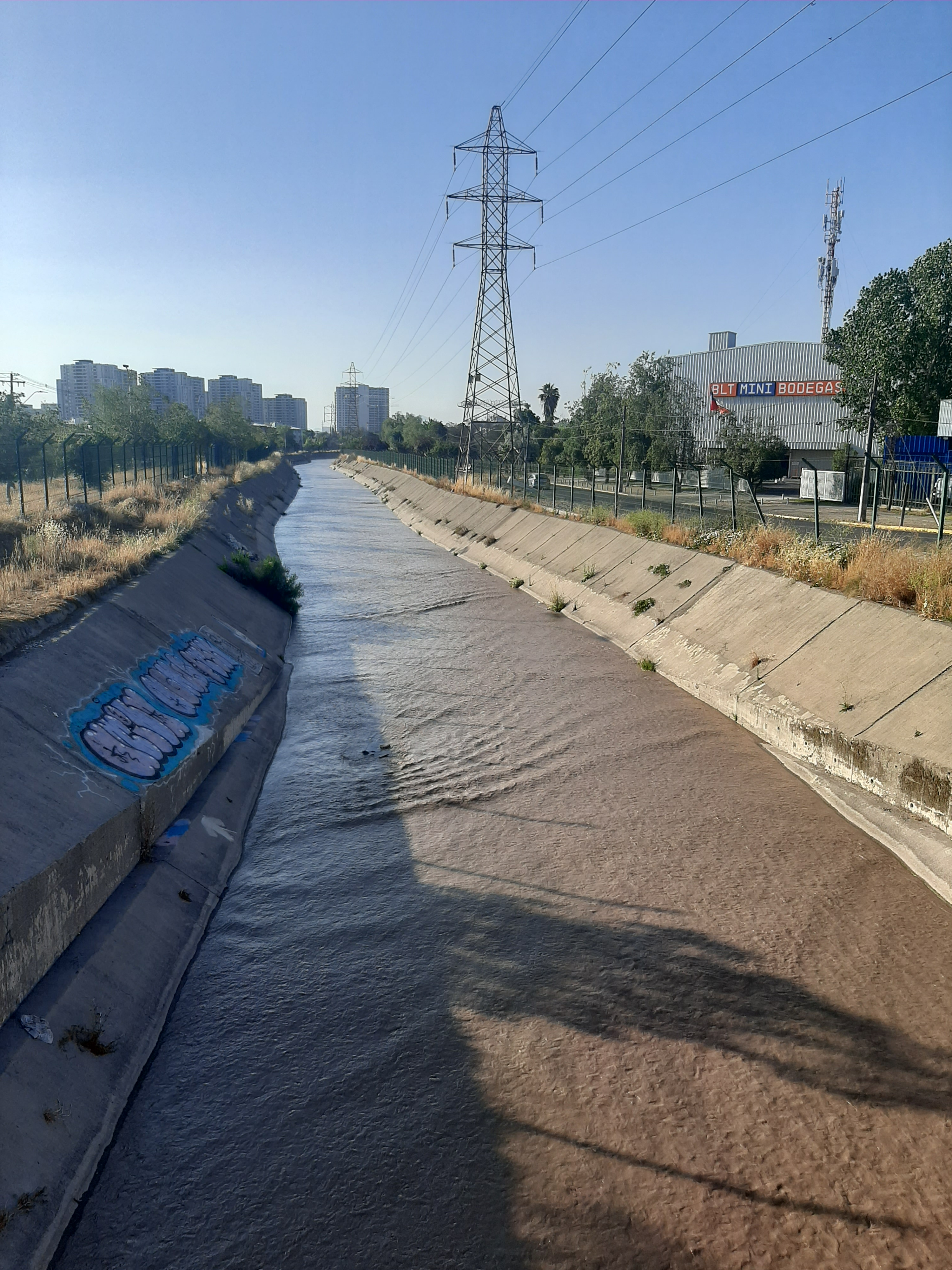
Zanjón de la Aguada a la altura de Monseñor Carlos Casanueva

Macul se inició como un mitimae incaico, con personas desplazadas desde Macul, una localidad ecuatoriana.
Macul era uno de los 5 pueblos indígenas que poblaban la comarca de Ñuñohue antes de la llegada de los españoles. Su desarrollo estaba ligado fuertemente a la actividad agrícola, gracias a la fertilidad de sus suelos.
Hacia el siglo XVII el sector de Ñuñoa seguía con su carácter esencialmente agrícola y a través del sistema de caminos había estrechado sus vínculos con la ciudad de Santiago. Durante el siglo XIX ocurrieron diversos cambios y adelantos que modificarían el carácter netamente rural de Ñuñoa y Macul, entre los que destacan la construcción de ferrocarriles, la formación de poblaciones y la promulgación de la Ley de Comuna Autónoma.
El geógrafo chileno Luis Risopatrón lo describe como una ‘aldea’ en su libro Diccionario Jeográfico de Chile en el año 1924: : 510 

Macul (Estación de ferrocarril) 33° 29' 70° 38’. Se encuentra a 5 kilómetros al S de la de Providencia, en el ramal a Puente Alto. 86, p. 142; i 104, p. 31 i perfil.

Macul (Fundo) 33° 30' 70° 34'. Con 688 hectáreas de terreno regado, 103 ha de viñedos i 25 ha de bosques, se encuentra a unos 5 kilómetros hácia el SE de la estación de Santa Elena, del ferrocarril de circunvalación de Santiago. 101, p. 424; 155, p. 400; i 156.

Macul (Lugarejo) 33° 30’ 70° 34'. Está compuesto de bonitas quintas i se encuentra a 5 kilómetros al SE de la estación de Santa Elena, del ferrocarril de circunvalación de la ciudad de Santiago. 63, p. 243; i 68, p. 129.

A partir de 1930 Ñuñoa consolida su carácter de comuna residencial y aprovechando sus excelentes comunicaciones con el resto de la ciudad, pasa a albergar un número importante de establecimientos Industriales.
A contar de 1960 el territorio de Macul deja de ser zona de expansión de la ciudad de Santiago, transformándose en un espacio «mediterráneo», esta situación que se consolida los primeros años de la década de 1970, tiene directa relación con la habilitación de la avenida Circunvalación Américo Vespucio.
Hacia 1981, mediante un decreto con fuerza de ley (DFL) emitido por la dictadura de Augusto Pinochet, se subdividió a Ñuñoa en tres comunas: Ñuñoa, Peñalolén y Macul. Sólo a partir de 1984 comienza a funcionar oficialmente la Municipalidad de Macul, teniendo bajo su jurisdicción un territorio totalmente urbanizado, con un importante sector industrial perteneciente hasta ese momento a la comuna de Ñuñoa.
Desde 1992 sus autoridades son electas cada cuatro años, en votaciones populares de carácter municipal.

## Medio ambiente

### Geomorfología y componentes abióticos

Trazado simplificado de los ecosistemas y cuerpos de agua presentes en la comuna de Macul.

La comuna de Macul se encuentra emplazada en la unidad geomorfológica de Cuenca de Santiago; y presenta según la clasificación climática de Köppen clima mediterráneo de lluvia invernal (Csb) y clima semiárido de lluvia invernal (BSk (s)). Esta además se halla en la cuenca hidrográfica de río Maipo. Además, la comuna posee diversos cuerpos de agua, entre los que se destacan el Zanjón de La Aguada.

### Componentes bióticos
Dentro del territorio de la comuna se podrían hallar los siguientes ecosistemas; sin embargo, debido a que la totalidad de su superficie se halla urbanizada, no existen vestigios de zonas naturales sin intervención humana:
- Bosque espinoso mediterráneo andino donde predominan Acacia caven y Baccharis paniculata (Vulnerable)
- Bosque espinoso mediterráneo interior donde predominan Acacia caven y Prosopis chilensis (Vulnerable)

### Medidas de protección ambiental y conflictos socioambientales
Hasta 2022, la comuna de Macul no cuenta con ningún tipo de área territorial destinada a la protección ambiental.

#### Áreas verdes
La comuna cuenta con 496.234 m² de áreas verdes públicas que equivalen al 4% de la superficie total comunal. Ello corresponde a 4 m² por habitante, cifra ligeramente inferior a la media nacional de 4,2 m²/hab. e inferior a los 9 m²/hab. que recomienda la OMS.
Entre las mayores áreas verdes de la comuna figuran el parque intercomunal Macul Oriente (plaza Halley) y los parques Castillo Urízar y Marathon.

## Demografía

### Distritos Censales
La comuna está urbanizada y se divide en seis distritos censales: Lo Plaza, Macul, Pedreros, Camino Agrícola, Villa Santa Carolina e Ignacio Carrera Pinto.

### Barrios y unidades vecinales
La comuna se estructura en 20 unidades vecinales con fines de desarrollo equilibrado y participación ciudadana. A continuación, se describen las unidades:
- Unidad Vecinal N° 1: Incluye un barrio industrial, las bodegas de la Viña Santa Carolina y la Villa Santa Carolina.
- Unidad Vecinal N° 2: Combina sectores comerciales, industriales y residenciales, incluyendo el Castillo de Macul, sede de la alcaldía municipal.
- Unidad Vecinal N° 3: Corresponde al sector poniente de la población Santa Julia.
- Unidad Vecinal N° 4: Comprende el sector oriente de Santa Julia, conocido como Nueva Esperanza. En su interior se ubica el complejo deportivo municipal Iván Zamorano.
- Unidad Vecinal N° 5: Abarca parte de la población Jaime Eyzaguirre.
- Unidad Vecinal N° 6: Incluye parte del barrio Punta de Rieles y zonas comerciales y residenciales.
- Unidad Vecinal N° 7: Es una zona residencial centrada en la calle Los Plátanos; en la zona también se ubican los estudios centrales del canal de televisión La Red..
- Unidad Vecinal N° 8: Se trata de un sector principalmente residencial, en cuyo interior se ubica la plaza Arabia. A un costado de dicha plaza, se ubica un inmueble que durante la dictadura cívico-militar funcionó como centro de detención y tortura de la DINA, la Venda Sexy.
- Unidad Vecinal N° 9: Contiene la villa Universidad Católica y otras áreas residenciales.
- Unidad Vecinal N° 10: Combina un sector industrial con zonas residenciales.
- Unidad Vecinal N° 11: Mezcla de áreas industriales y residenciales.
- Unidad Vecinal N° 12: Incluye poblaciones surgidas de tomas de terreno.
- Unidad Vecinal N° 13: Área predominantemente residencial con instalaciones deportivas, en particular el centro de entrenamiento y concentración de la selección chilena de fútbol Juan Pinto Durán, la 7.ª compañía de bomberos de Ñuñoa "Bomba Macul" y el consultorio Félix de Amesti.
- Unidad Vecinal N° 14: Territorio residencial con varias villas y poblaciones.
- Unidad Vecinal N° 15: Zona residencial con diversas villas.
- Unidad Vecinal N° 16: Incluye instituciones educativas y parques, así como el INTA de la Universidad de Chile.
- Unidad Vecinal N° 17: Residencial, que también alberga el Estadio Monumental del Club Colo-Colo y el parque Marathon.
- Unidad Vecinal N° 18: Antiguo sector residencial conocido como Loma de Macul.
- Unidad Vecinal N° 19: Sector residencial con varios conjuntos habitacionales.
- Unidad Vecinal N° 20: Zona de uso mixto; dentro de su territorio se ubican las villas Campus y Los Universitarios, y el Campus San Joaquín de la Universidad Católica.

## Administración

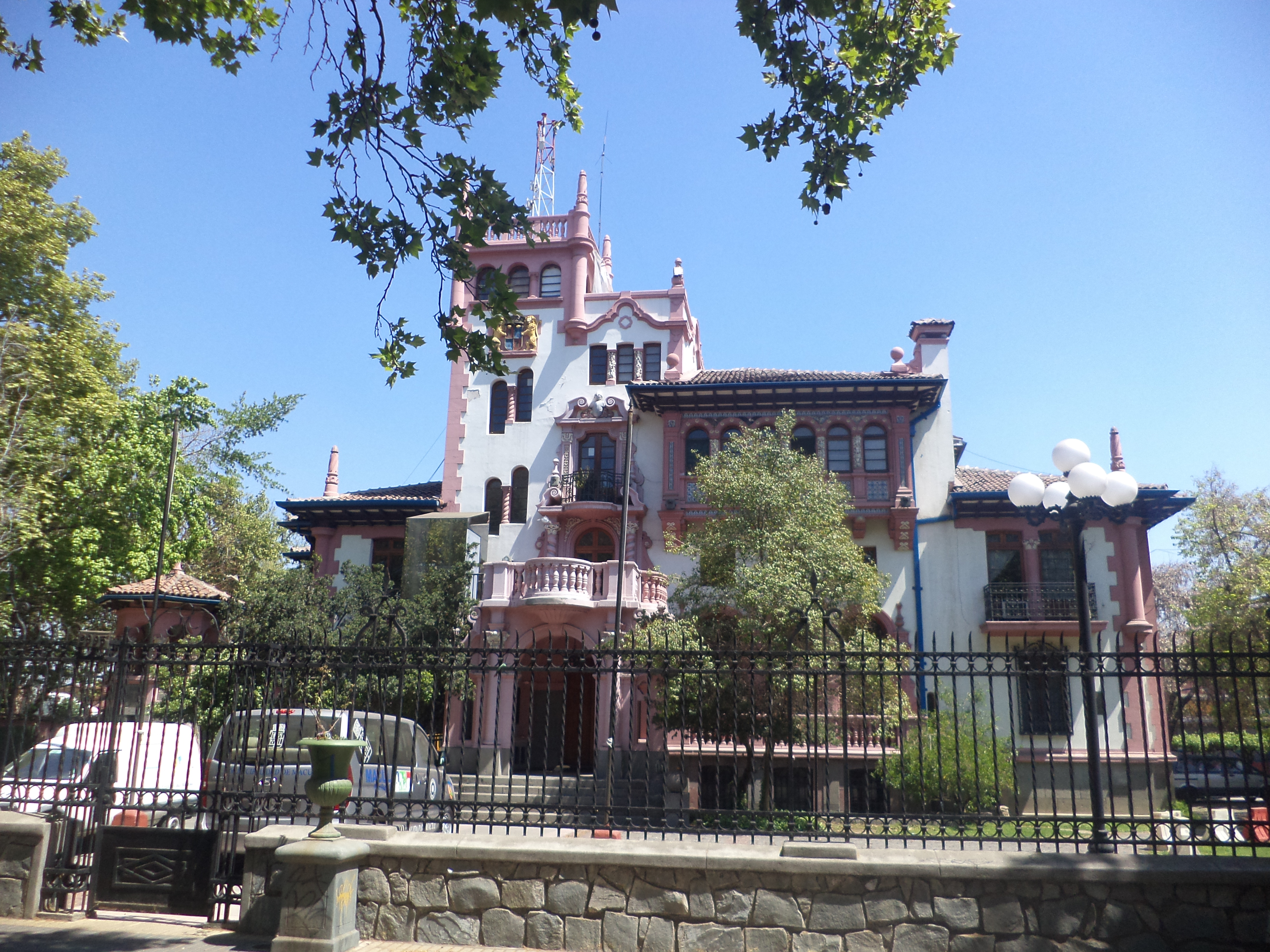
Palacio Vásquez.

### Municipalidad
La Ilustre Municipalidad de Macul se emplaza en el Palacio Vásquez. En el periodo 2024-2028 es dirigida por el alcalde Eduardo Espinoza Gaete del Partido Republicano, quien fue funcionario en el municipio previamente y futbolista. El alcalde es asesorado y fiscalizado por los concejales:
- María Olga Gómez Araya (REP)
- Tito Sergio Puyol Carreño (Ind./REP)
- Cristián Aguiló Armstrong (RN)
- Ximena Zuleta Dinamarca (DC)
- Margarita Figueroa Huenutripai (PC)
- Michael Urra Depaulo (FA)
- Jaime López Larraín (FRVS)
- Soledad Pérez Peña (PAVP)

### Representación parlamentaria
Macul pertenece al Distrito Electoral n.º 10 y a la 7.ª Circunscripción Senatorial (Región Metropolitana). Es representada en la Cámara de Diputados del Congreso Nacional por los diputados Gonzalo Winter (FA), Lorena Fries (FA), Emilia Schneider (FA), Alejandra Placencia (PCCh), Helia Molina (PPD), Jorge Alessandri Vergara (UDI), María Luisa Cordero (Ind./RN) y Johannes Kaiser (Ind.) en el periodo 2022-2026. A su vez, en el Senado la representan Fabiola Campillai Rojas (Ind.), Claudia Pascual (PCCh), Luciano Cruz Coke (EVOP), Manuel José Ossandon (RN) y Rojo Edwards (PSC) en el periodo 2022-2030.

### Circunscripciones Electorales
Para efectos electorales, la comuna de Macul se divide en dos circunscripciones electorales: "Macul", creada en 1986, y "José Pedro Alessandri", creada en 2005. La primera se ubica al poniente y la segunda al oriente de la Avenida Macul.

## Economía
En 2018, la cantidad de empresas registradas en Macul fue de 3292. El Índice de Complejidad Económica (ECI) en el mismo año fue de 1,35, mientras que las actividades económicas con mayor índice de Ventaja Comparativa Revelada (RCA) fueron Fabricación de Bicicletas y de Sillones de Ruedas para personas en situación de discapacidad física (108,31), Fabricación de Plumas y Lápices y Artículos de Escritorio (95,19) y Fabricación de Motores y Turbinas, excepto para Aeronaves, Vehículos y Motocicletas (63,18).

## Servicios públicos

### Educación

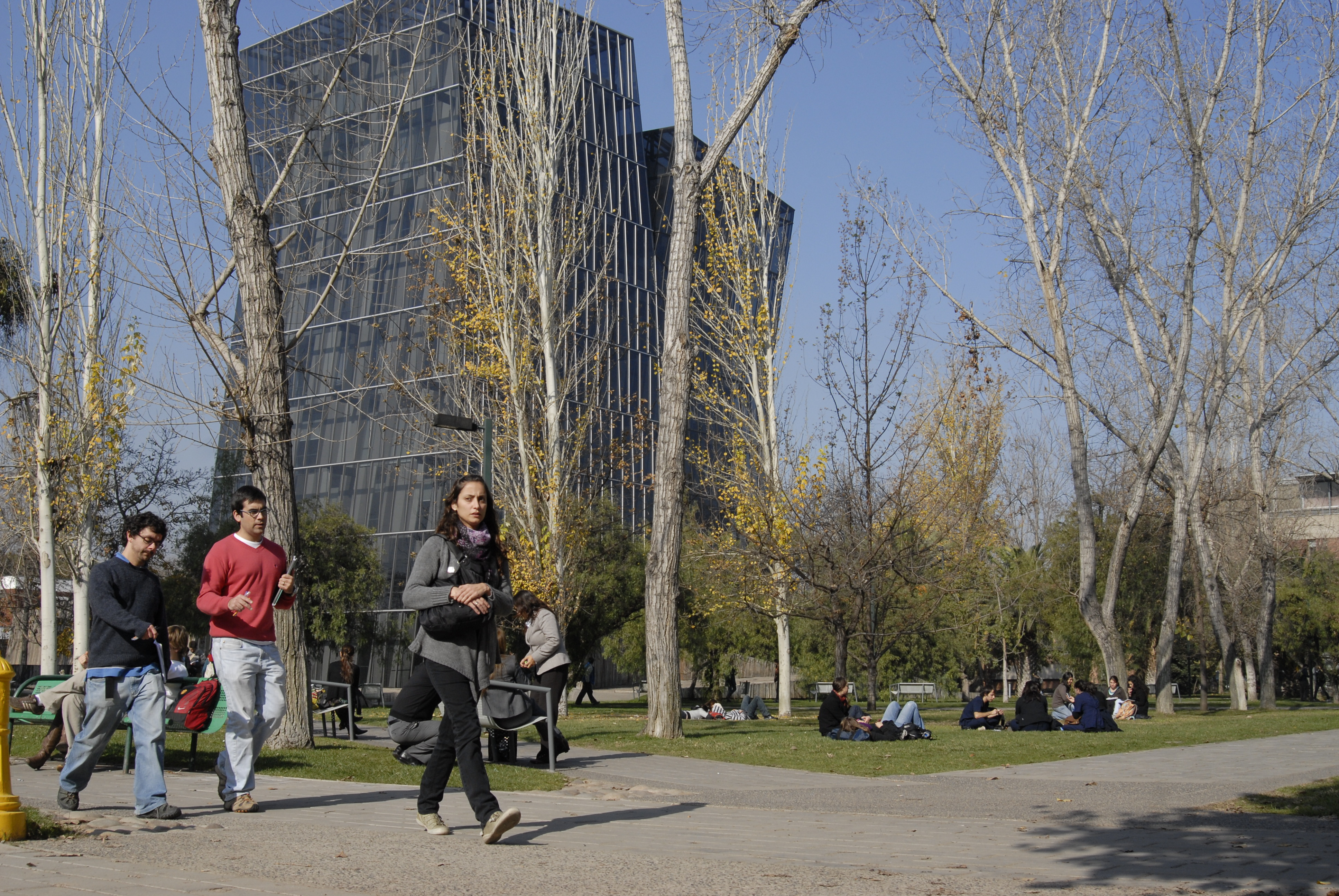
Edificio al interior del Campus San Joaquín de la Universidad Católica de Chile.

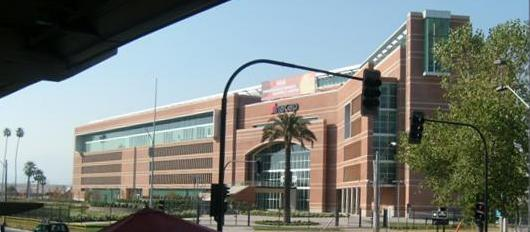
Sede Vicuña Mackenna de INACAP.

En el ámbito educacional, la comuna de Macul alberga diversas instituciones educacionales. En educación superior encontramos en avenida Vicuña Mackenna el Campus San Joaquín de la Pontificia Universidad Católica de Chile, lugar donde se concentran una gran cantidad de carreras de Pregrado y Postgrado de dicha casa de estudios, con sus respectivos laboratorios, bibliotecas, casinos y canchas deportivas de excelente calidad. También se encuentra el Instituto de Nutrición y Tecnología de los Alimentos de la Universidad de Chile, ubicado en avenida El Líbano con avenida Macul.
También se encuentra el Instituto Superior INACAP, la cual alberga a las antiguas instalaciones de Colón y Tabancura, además de las actuales Ñuñoa y Vicuña Mackenna. Cabe destacar que esta es la sede más grande construida en el país por parte de INACAP, contando con más de 20 000 m² construidos, en un terreno de 30 000 m². Esta sede se encuentra en Avenida Vicuña Mackenna con Escuela Agrícola, metro Camino Agrícola.
En educación primaria y secundaria, los establecimientos de educación pública de la comuna forman parte, junto a San Joaquín y La Granja, del Servicio Local Gabriela Mistral, con excepción del Liceo A-5 Mercedes Marín del Solar (Ex Liceo N.° 3 de Niñas de Santiago), histórico establecimiento creado el 19 de abril de 1899, que es administrado por la UMCE desde 2007.
En educación particular y particular subvencionada, destacan el Liceo Camilo Ortúzar Montt (Salesianos Macul), fundado en 1972, sobre la base del Seminario Salesiano creado el 28 de mayo de 1895, La Escuela Domingo Savio, creada en 1936 y la Escuela Agrícola Sagrada Familia, fundada en 1955, y el Colegio San Marcos, fundado en 1953 como Liceo Parroquial El Buen Pastor.

## Cultura

### Religión
Iglesia Católica
La comuna de Macul forma parte de la vicaría Zona Oriente de la arquidiócesis de Santiago de Chile, formando un decanato con 5 parroquias:
- Parroquia Santa María Reina del Mundo.[31] (1962)
- Parroquia San Norberto.[32] (1968)
- Parroquia San Luis Gonzaga.[33] (1949)
- Parroquia Sagrada Familia.[34] (1962)
- Parroquia El Buen Pastor.[35] (1947)

Iglesias Evangélicas
- Iglesia Catedral del Espíritu Santo de Macul.

## Lugares de interés

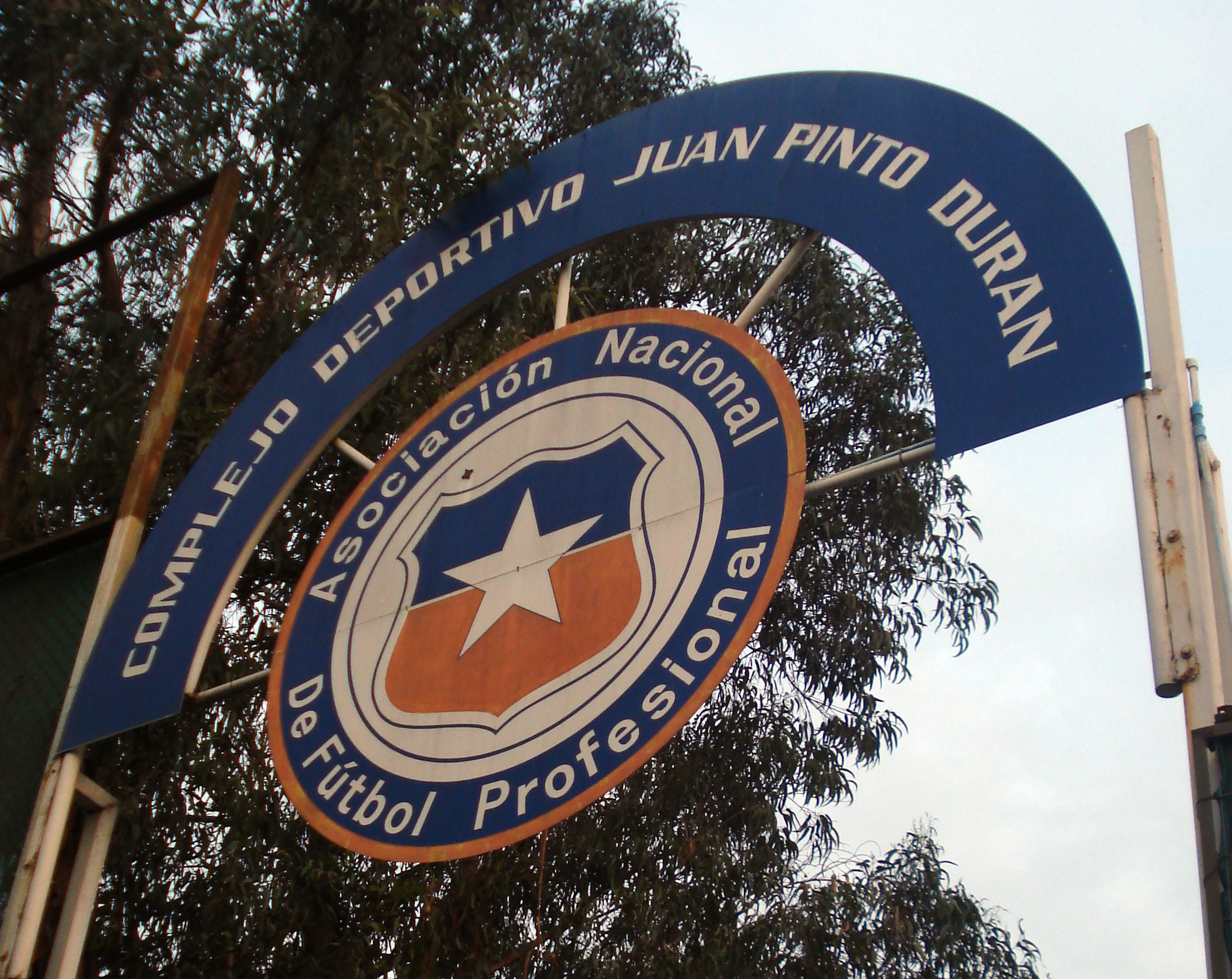
Complejo Deportivo Juan Pinto Durán, ubicado en la comuna.

Entre los lugares de interés de la comuna se encuentra el centro de entrenamiento y concentración de la selección chilena de fútbol Juan Pinto Durán. Otros lugares de interés dedicados al deporte son el Club Acuático de Macul y el Estadio Monumental propiedad del equipo de fútbol Chileno Colo-Colo. 
El Palacio Vásquez, conocido también como Castillo de Macul, fue declarado Monumento Nacional en virtud de sus méritos arquitectónicos y de su historia, que lo une a la comuna de Macul, siendo indiscutidamente su símbolo más visible. Este inmueble, mandado a construir por don Fermín Vásquez, y que albergó al Liceo 11 de niñas y su sucesor Liceo Juana de Ibarborou (Actual Villa Macul Academia) es sede de la administración comunal.
En el sector nor-poniente de la comuna, en la calle Rodrigo de Araya 1431, se ubican las viejas bodegas de la Viña Santa Carolina, las que junto a la vieja Casa Patronal fueron declaradas Monumento Nacional. Actualmente es el único edificio industrial construido con la técnica de cal y canto que continúa prestando funciones. La Viña ofrece visitas guiadas.
Por su parte, emplazado en un viejo cuartel que data de principios de 1900, ubicado en la calle Rodrigo de Araya con los Tres Antonio, se encuentra la Escuela de Suboficiales de Carabineros. «SOM Fabricado González Urzúa», encargada de perfeccionar a los Cabos y Sargentos de esa Institución. Este plantel es conocido como «Escuela Macul» al interior de las filas de Carabineros. 
En la comuna se encuentra la Discoteque Luxor, una de las discotecas más grandes de Santiago, sin embargo, fue cerrada en el año 2018.
Además, desde 2014, es la comuna del canal de televisión La Red que, en abril de aquel año, dejó el arriendo que entregaba Chilefilms en los estudios de Manquehue Norte. Hoy, los estudios y oficinas administrativas están ubicadas en Avenida Quilín #3750, en las ex dependencias del Laboratorio Roche.

## Transporte
En Macul hay diez estaciones del Metro de Santiago, correspondientes a dos líneas, una nueva línea está en etapa de planificación la cual estará operativa para el año 2032:
: Grecia • Los Presidentes • Quilín • Las Torres • Macul.
: Rodrigo de Araya • Carlos Valdovinos • Camino Agrícola • San Joaquín • Pedrero.
 (nombres tentativos): Rodrigo de Araya • Quilín •  Las Torres •  Macul. 
Además, junto a las comunas de La Reina, Ñuñoa y Peñalolén estaba inserta en la zona alimentadora D del Transantiago.

## Deportes
A nivel de organizaciones deportivas, Macul cuenta con cerca de 70 organizaciones deportivas con personalidad jurídica vigente. La Municipalidad cuenta con un Departamento de Deportes, dependiente de la Dirección de Desarrollo Comunitario.

Para la práctica deportiva, Macul cuenta con la siguiente infraestructura pública:
- Gimnasio Municipal de Macul.
- Espacio Macul.
- Complejo Deportivo Violeta Parra.
- Complejo Deportivo Iván Zamorano.

Además, se contabilizan cerca de 60 áreas deportivas de diversa índole, entre públicas y privadas. 
Macul es sede del equipo de fútbol más importante del país, Colo-Colo, propietario del Estadio Monumental ubicado en el sector sur poniente de la comuna. También se ubica en la comuna el centro de entrenamiento de la selección nacional de fútbol, Juan Pinto Durán. 
La comuna cuenta con su propio equipo de fútbol, Escuela de Fútbol de Macul, que forma parte de la tercera división de Chile.